# Kumpul Rejo (Buay Madang Timur)
Kumpul Rejo is een bestuurslaag in het regentschap Ogan Komering Ulu van de provincie Zuid-Sumatra, Indonesië. Kumpul Rejo telt 1345 inwoners (volkstelling 2010).